# Reborn (Living Sacrifice)
Reborn è il quarto album in studio del gruppo musicale metal statunitense Living Sacrifice, pubblicato nel 1997.

## Tracce
1. Reborn Empowered – 3:47
2. Truth Solution – 4:58
3. Threatened – 5:08
4. Awakening – 4:06
5. 180 – 4:55
6. No Longer – 4:46
7. Something More – 3:37
8. Sellout – 3:38
9. Spirit Fall – 3:48
10. Presence of God – 3:44
11. Reject – 3:34
12. Liar – 2:26

## Formazione
- Bruce Fitzhugh - voce, chitarra
- Lance Garvin - batteria
- Jason Truby - chitarra
- Chris Truby - basso